# Serpentari de les Filipines
El serpentari de les Filipines (Spilornis holospilus) és una espècie d'ocell de la família dels accipítrids (Accipitridae. Habita boscos de les Filipines, a excepció de les illes Calamian, Palawan i Balabac, ocupades pel serpentari comú. El seu estat de conservació es considera de risc mínim.